# Neoxangelina congruens
Neoxangelina congruens är en tvåvingeart som först beskrevs av Friedrich Georg Hendel 1910.  Neoxangelina congruens ingår i släktet Neoxangelina och familjen lövflugor.
Artens utbredningsområde är Peru. Inga underarter finns listade i Catalogue of Life.